# 고양군 을
고양군 을은 대한민국의 옛 국회의원 선거구이다. 당시 경기도 고양군의 일부 지역을 관할했다.

## 역사
제헌 국회의원 선거를 앞두고 고양군 신도면, 원당면, 지도면, 중면, 송포면, 벽제면, 뚝도면을 관할하는 선거구로 신설되었다.
1949년, 뚝도면 지역이 서울특별시 성동구에 편입되었다. 이에 제2대 국회의원 선거를 앞두고 해당 지역들이 성동구 갑, 성동구 을 선거구로 편입되었으며 나머지 지역들은 고양군 선거구를 이루게 됨에 따라 폐지되었다.

## 역대 국회의원
| 선거   | 정당 | 정당   | 의원   |
| ------ | ---- | ------ | ------ |
| 1948년 |      | 무소속 | 최국현 |

## 역대 선거 결과

### 대한민국 제헌 국회의원 선거
|  | 26.68% |

|  | 22.81% |

|  | 16.38% |

|  | 14.10% |

|  | 9.10% |

|  | 4.17% |

|  | 3.56% |

|  | 3.17% |